# Kim Bo-kyung
Kim Bo-kyung (sinh ngày 6 tháng 10 năm 1989) là một cầu thủ bóng đá người Hàn Quốc.

## Đội tuyển bóng đá quốc gia
Kim Bo-kyung thi đấu cho đội tuyển bóng đá quốc gia Hàn Quốc từ năm 2010.

## Thống kê sự nghiệp
| Đội tuyển bóng đá Hàn Quốc | Đội tuyển bóng đá Hàn Quốc | Đội tuyển bóng đá Hàn Quốc |
| Năm                        | Trận                       | Bàn                        |
| -------------------------- | -------------------------- | -------------------------- |
| 2010                       | 9                          | 0                          |
| 2011                       | 3                          | 0                          |
| 2012                       | 5                          | 2                          |
| 2013                       | 9                          | 1                          |
| Tổng cộng                  | 26                         | 3                          |

### Bàn thắng quốc tế
| # | Ngày                 | Địa điểm                                         | Đối thủ | Bàn thắng | Kết quả | Giải đấu                 |
| - | -------------------- | ------------------------------------------------ | ------- | --------- | ------- | ------------------------ |
| 1 | 12 tháng 6 năm 2012  | Khu liên hợp thể thao Goyang, Goyang, Hàn Quốc   | Liban   | 1–0       | 3–0     | Vòng loại World Cup 2014 |
| 2 | 12 tháng 6 năm 2012  | Khu liên hợp thể thao Goyang, Goyang, Hàn Quốc   | Liban   | 2–0       | 3–0     | Vòng loại World Cup 2014 |
| 3 | 15 tháng 10 năm 2013 | Sân vận động Cheonan Baekseok, Cheonan, Hàn Quốc | Mali    | 3–1       | 3–1     | Giao hữu                 |
| 4 | 11 tháng 11 năm 2016 | Sân vận động Cheonan Baekseok, Cheonan, Hàn Quốc | Canada  | 1–0       | 2–0     | Giao hữu                 |